# Sidi Bou Ali
Sidi Bou Ali este un oraș în Guvernoratul Sousse, Tunisia.